# Eugendo
Eugendo, in francese Oyend o Oyand (omofono - pron. fr. AFI: [ɔjɑ̃]), in latino Eugendus (Izernore, 450 – Condat, 516) è stato un abate francese, venerato come santo dalla chiesa cattolica.

## Biografia
Discepolo di san Romano e di san Lupicino, Eugendo fu educato presso il monastero di Condat ove condusse una vita austera, indossando sempre la stessa tunica e mangiando un pasto al giorno. Dopo la sua elezione ad abate fu conosciuto per i miracoli che faceva, soprattutto la capacità di leggere il futuro.
Dopo la morte dei padri fondatori, fu eletto abate nel 496. Una parte dei monaci, che lo accusava per la sua austerità e disciplina, decise di lasciare il monastero. 
Dopo un incendio che distrusse completamente il monastero, lo ricostruì completamente. 

## Culto
È patrono del comune valdostano di Saint-Oyen. La chiesa parrocchiale, fondata nel XII secolo, è stata ricostruita nel 1820. La festa patronale si svolge il 2 gennaio. 

Il Martirologio Romano ricorda così sant'Eugendo: 
(Martirologio Romano)